# Municipio de Villa Caraguatá
El Municipio de Villa Caraguatá es uno de los municipios del departamento de Tacuarembó, Uruguay. Tiene como sede la localidad homónima, también conocida como Las Toscas de Caraguatá o simplemente Caraguatá.

## Ubicación
El municipio se encuentra localizado en la zona este del departamento de Tacuarembó.

## Características
El municipio fue creado en noviembre de 2023 por decreto 36/2023 de la Junta departamental de Tacuarembó, de acuerdo a la Ley N.º 19272, que permite constituir bajo las condiciones correspondientes, municipios en las poblaciones con más de 2000 habitantes.
Su distrito electoral corresponde a las series TGA, TGB, TGC,TGD y TGE del departamento de Tacuarembó, y su sede es la localidad de Villa Caraguatá.

## Autoridades
La autoridad del municipio es el Concejo Municipal, compuesto por el Alcalde y cuatro Concejales.
Las primeras autoridades serán electas en 2025.